# Jaime Espinal
Jaime Yusept Espinal (Santo Domingo, Dominikanska Republika, 14. listopada 1984.) je portorikanski hrvač slobodnim stilom koji je na Olimpijskim igrama u Londonu 2012. osvojio srebro u težinskoj kategoriji do 84 kg. U olimpijskom finalu ga je porazio azerski predstavnik Sharif Sharifov.

## Počeci
Jaime je rođen u Santo Domingu, glavnom gradu Dominikanske Republike. Roditelji su mu Jaime Espinal i Alejandrina Fajardo Hernández. U dobi od pet godina cijela obitelj Espinal se preselila u Portoriko gdje je Jaime počeo trenirati hrvanje u dobi od devet godina kod trenera Pedra Rojse u Clubu Sparta.
S 15 godina mladi hrvač se s majkom preselio u njujoršku četvrt Brooklyn. Prema njegovim riječima, tamo se susretao s rasizmom i čestim tučnjavama. Nakon što je u jendoj takvoj tučnjavi netko od napadača koristio nož, Jaime se odločio vratiti u Portoriko. Tamo je prekinuo s hrvanjem i počeo se baviti plesom. Također, upisao je studij računalnog dizajna kojeg je nastavio u Pennsylvaniji te u konačnici diplomirao.
Prije povratka hrvanju, Espinal je bio breakdancer u skupini Time Machine Squad, trenirao je baseball te radio kao model. Ipak, trener Rojas ga je uspio uvjeriti da se vrati hrvanju.

## Hrvačka karijera
U sklopu priprema za Igre centralne Amerike i Kariba, trener Rojas je poslao Espinala na Kubu gdje je trenirao devet mjeseci. Kao rezultat toga, Espinal je 2010. osvojio zlato na Igrama centralne Amerike i Kariba koje su se održavale u portorikanskom Mayagüezu.
2011. hrvač je bio peti na Panameričkim igrama u meksičkoj Guadalajari. Već sljedeće godine Jaime Espinal biva treći na međunarodnom hrvačkom turniru u Rumunjskoj dok u Italiji na sličnom turniru osvaja zlato. Također, na olimpijskom kvalifikacijskom turniru održanom u floridskom gradu Kissimmeeu, Espinal je bio drugi te se plasirao na samu Olimpijadu.
Na samim Olimijskim igrama u Londonu 2012. hrvač je stigao do finala gdje je poražen od azerbajdžanskog protivnika Sharifa Sharifova. Osvojena medalja ima velik značaj jer je tek drugo srebro za Portoriko na posljednjih 17 Olimpijada te osma ukupno. Kao nagradu, Jaime Espinal je od Portorikanskog olimpijskog odbora dobio 30.000 USD dok mu je portorikanski uvoznik automobila Bella International darovao Hondu CR-V.

### OI 2012. London
| London 2012.       | London 2012. | London 2012.      | London 2012.  |
| Protivnik          | Zemlja       | Uspjeh            | Natjecanje    |
| ------------------ | ------------ | ----------------- | ------------- |
| Andrew Dick        | Nigerija     | 7:0, 2:1; pobjeda | osmina finala |
| Dato Marsagishvili | Gruzija      | 6:4, 7:1; pobjeda | četvrtfinale  |
| Soslan Gattsiev    | Bjelorusija  | 7:2, 8:0; pobjeda | polufinale    |
| Sharif Sharifov    | Azerbajdžan  | 1:6, 0:2 poraz    | finale        |

## Vanjske poveznice
- Profil Espinala na web stranicama Portorikanskog olimpijskog odbora